# Kayl
Kayl (luxembourgsk: Keel) er en kommune og et byområde i storhertugdømmet Luxembourg. Kommunen, som har et areal på 14,86 km², ligger i kantonen Esch-sur-Alzette i distriktet Luxembourg. I 2005 havde kommunen 7.335 indbyggere. 
49°29′10″N 6°02′20″Ø / 49.4861°N 6.0389°Ø